# 中國—斯洛文尼亞關係
中華人民共和國—斯洛文尼亞關係，是指歷史上的中國和斯洛文尼亞、以至中华人民共和国和斯洛文尼亞共和國之間的雙邊關係。中華人民共和國在1992年與斯洛文尼亞建立邦交，是後者在亞洲的最大進口來源地（截至2012年）。

## 歷史
南斯拉夫社会主义联邦共和国在1945年下半年成立，當時的斯洛文尼亚是南斯拉夫的一部分，中国四川省曾于1986年10月27日与作为南斯拉夫加盟共和国的斯洛維尼亞社會主義共和國建立友好行政区关系:363。
斯洛文尼亚在1991年6月宣稱獨立為國，德国支持當地從南斯拉夫獨立，又嘗試遊說對此有保留的欧洲共同体成員:7；但是，中華人民共和國當時與南斯拉夫有着不錯的外交關係:55。1991年7月，南斯拉夫從斯洛文尼亚撤走军隊和其他機構，被認為是變相承认斯洛文尼亚獨立；1992年4月27日，中華人民共和國承认斯洛文尼亚，其後更于同年5月12日與該國建立外交关系。
2021年9月13日，斯洛文尼亚总理致函欧洲联盟27國領導人，對於立陶宛與臺灣發展關係而遭到中國大陸召回大使以示抗議，表示「在尊重長期的『一個中國』政策同時，不可否認臺灣仍然是歐盟的重要夥伴。立陶宛與所有歐盟成員國一樣，是個主權國家，完全有權發展與臺灣的關係。我們必須表現得更積極主動，堅決聲援立陶宛。我們必須向中國表明我們彼此站在一起，而且我們不會讓中國威脅我們任何人。」对此，中国则表示不满并批评扬沙。2022年1月17日，在接受印度電視台DD India訪問時透露，斯洛維尼亞計畫像立陶宛一樣，提升與台灣的關係，並正在與台灣洽談互設代表處。揚沙以「民主國家」形容台灣，並直言中國反對台灣加入世界衛生組織十分可惜，因為病毒無國界。1月19日，中华人民共和国外交部发言人赵立坚表示，强烈反对揚沙的言论，认为其言论系挑战一个中国原则，“支持台独”，具有危险性。国务院台湾事务办公室发言人朱凤莲表示，敦促斯洛文尼亚政府慎重妥善处理涉台问题。
2022年4月，楊薩在斯洛維尼亞國會大選中挑戰連任失利，胜选的罗伯特·戈洛布接任总理，并采取较务实的对中政策，两国关系有所回温，中国政府亦于2024年10月将斯洛文尼亚纳入单方面免签国家，准许该国国民无需签证入境中国旅行。

## 經貿關係
- 中國大陸出口到斯洛文尼亚的商品（2012年）[16]
- 斯洛文尼亚出口到中國大陸的商品（2012年）[17]

根據經濟複雜性研究中心網站上的數據，中國大陸在2012年出口了15.6億美元到斯洛文尼亚，最多貨物是電動機、電腦等機械設備，其餘的貨物包括紡織品、化工產品等，成為後者在亞洲的最大進口來源地；斯洛文尼亚在同年出口了2.31億美元到中國大陸，逾半貨物為機械設備。

## 文化關係
清朝乾隆年間，耶稣会的斯洛文尼亚裔會士劉松齡來到當時的大清國，得到乾隆帝賞識後在清廷當官；他製造了天文仪器「玑衡抚辰仪」，又向欧洲人介紹中華文化和中国地理，被一些學者認為是「斯洛文尼亚的马可·波罗」。乾隆帝曾多次要求劉松齡製作能顯示清朝版圖的地球儀，但清廷在劉松齡去世后便难以再製造這類仪器；清朝書籍《历象考成后编》中使用了欧洲科學家艾薩克·牛頓的研究成果，這被專家認為是劉松齡的功勞:245。
斯洛文尼亚在南斯拉夫統治時期已經與中國有文化交流，例如當地最大城市卢布尔雅那在1988年就曾有明清時期畫作的展覽，有斯洛文尼亚官員出席展覽的开幕禮:347。
在1990年代，中國和斯洛文尼亚的學術機構曾就發展洞穴旅游進行交流，討論云南可以如何學習斯洛文尼亚的經驗，管理可作為旅遊資源的洞穴，這個研究是兩地科技交流的一部分。
斯洛文尼亞的卢布尔雅那大学設有一所「商务孔子学院」，学院的目標是向當地的學校、企业以至社区推广中華文化，為中華人民共和國寻求商机，連接中華人民共和國和斯洛文尼亚的经济；該孔子学院向當地企业的代表提供汉语和中華文化課程，学员有机会與在華營商的企业家交流。卢布尔雅那大学的体育学院运动医学系向學生提供针灸課程，亦有開辦相關的考试；卢布尔雅那大学文学院的亚非学系有數名汉学家，他們的研究範圍包括中国历史、哲学、艺术等。而在中国亦有北京外国语大学、北京第二外国语学院等大学开设有斯洛文尼亚语专业。

## 外部連結
- 中華人民共和國駐斯洛文尼亞共和國大使館官方網站（简体中文）（英文）
  - 中華人民共和國駐斯洛文尼亞共和國大使館經濟商務處官方網站（简体中文）
- 斯洛文尼亞駐華大使館官方網站（简体中文）（英文）